# Invicta FC 22
Invicta FC 22: Evinger vs. Kunitskaya II foi um evento de artes marciais mistas (MMA) produzido pelo Invicta Fighting Championships, realizado no dia 25 de março de 2017, no Scottish Rite Temple, em Kansas City, Missouri.

## Background
O evento  foi encabeçado por Tonya Evinger, defendendo seu cinturão peso-galo em uma revanche contra Yana Kunitskaya. A revanche ocorreu depois de um final controverso na primeira luta, que encabeçou o Invicta FC 20 e teve o resultado mudado para No Contest. Na luta co-principal, a campeã peso-átomo do Invicta, Ayaka Hamasaki, subiu até o peso-palha para uma luta contra a ex-campeã da categoria, Livia Renata Souza. Uma luta entre Jinh Yu Frey e Janaisa Morandin foi agendada, mas cancelada dois dias antes do evento, pois Morandin não conseguiu bater o peso.

## Card Oficial
Nota 1 Pelo Cinturão Peso Galo do Invicta FC.